# 朱厚勳
榮懷王朱厚勳（1503年—1532年），明朝第一代榮王榮莊王朱祐樞的世子。他於正德十年（1515年）封榮世子，在嘉靖十一年（1532年）過世，諡懷穆世子，葬于今湖南省常德市太阳山下白鹿寺一带。長子榮恭王朱載墐嗣位榮王後，並追封朱厚勳為榮懷王。

## 子女
1. 榮恭王朱載墐